# Centre Pompidou Málaga
Het Centre Pompidou Málaga (Spaans: Centro Pompidou de Málaga)  is een dependance van het gelijknamige museum uit Parijs. Het werd officieel geopend op 28 maart 2015 en zou voor minstens vijf jaar gebruik maken van de naam en een deel van de collectie van het Parijse Centre Pompidou, in ruil voor een jaarlijkse vergoeding van 1 tot 1,5 miljoen euro. Anno 2025 is het nog steeds in gebruik. Het is de tweede dependance, na Centre Pompidou-Metz.

## Gebouw
Het gebouw, ook wel 'el Cubo' genoemd, is van de architecten Javier Pérez de la Fuente en Juan Antonio Marín Malavé. Het werd oorspronkelijk niet ontworpen voor het museum en kreeg zijn huidige bestemming pas toegewezen in 2013. De kleurrijke panelen aan de buitenkant van het gebouw werden pas later, naar aanleiding van de huisvesting van het museum, aangebracht door de Franse kunstenaar Daniel Buren.

## Collectie
De dependance heeft een tweejaarlijks wisselende collectie in bruikleen van het moedermuseum. De eerste werd samengesteld door de Parijse hoofdconservator Brigitte Léal. In 2015 waren er werken te zien van onder meer Pablo Picasso, Frida Kahlo, Francis Bacon, Alberto Giacometti, Georg Baselitz en René Magritte. Verder worden jaarlijks tijdelijke tentoonstellingen georganiseerd, waarvan de eerste plaatsvond in 2015 rond het werk van Joan Miró.